# Solvina

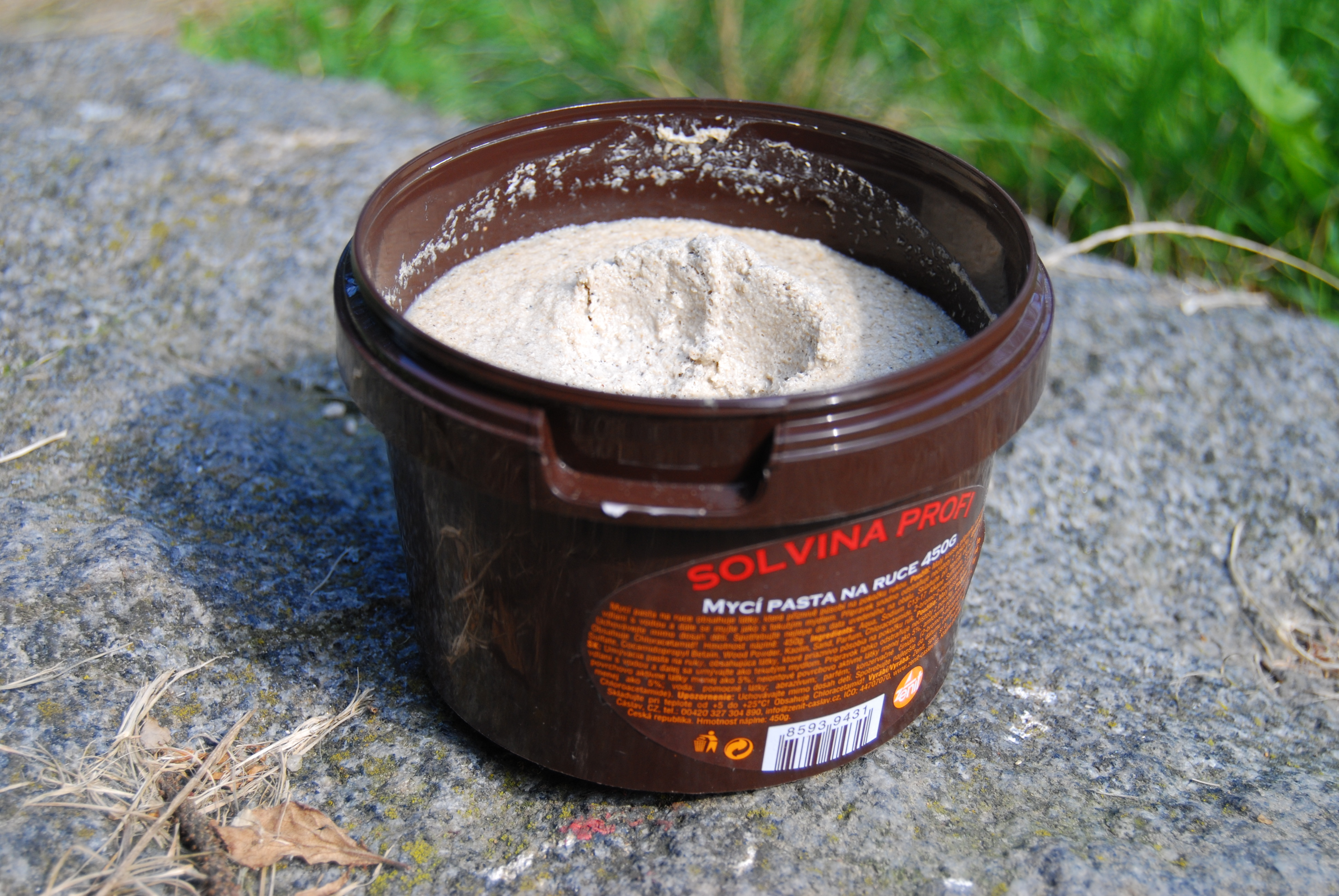
Kelímek solviny

Solvina je známý druh českého čisticího prostředku na odstraňování nečistot z lidské pokožky (hlavně rukou), v současnosti[kdy?] vyráběného čáslavskou firmou Zenit. Jedná se o zavedený výrobek na trzích v Česku a Slovensku s dlouhou tradicí výroby sahající do první poloviny 20. století, který se prodává nejčastěji ve formě malého kyblíku naplněného polotuhou hmotou. Do roku 1948 byla Solvina vyráběna v podniku Aloise Kouta, kdy po jeho znárodnění došlo k přičlenění do závodu Kosmos Čáslav. Hmota se původně dodávala v kovových kelímcích, později v povoskovaném papíru a od 80. let 20. století pak v plastovém kelímku. V roce 1992 se výroba Solviny přesunula do nově vzniklé společnosti Zenitu Čáslav, která vznikla vyčleněním z podniku Kosmos Čáslav. V současnosti[kdy?] se vyrábí i v menších baleních ve formě pasty, či od roku 2003 ve formě gelu.
Solvina má dle uživatelů a výrobce blahodárný vliv na kůži, kterou hydratuje.[zdroj⁠?!] Produkt se stále vyrábí a oproti dřívějšku i ve větší škále vůní.
Solvina se skládá z anionických tenzidů, které jsou zastoupeny 5% až 15%. Dále obsahuje amfoterní tenzidy (méně než 5%), abrazivum, vodu, parfém pro zvýraznění vůně, konzervační prostředky a pomocné látky pro ztužení.[zdroj⁠?!] Celkem ji tvoří 17 přísad. Původně se používal pro solvinu sklářský písek jako čisticí abrazivo, nicméně ten byl později nahrazen speciálně upravenými dubovými pilinami. Tím se minimalizovalo dráždění pokožky pískem, jelikož pokožka byla často před tím vystavována zátěži chemických látek, což jí činilo více senzitivní na další namáhání. K další změně ve složení došlo po roce 1989, kdy se změnila část ekologických a hygienických norem.

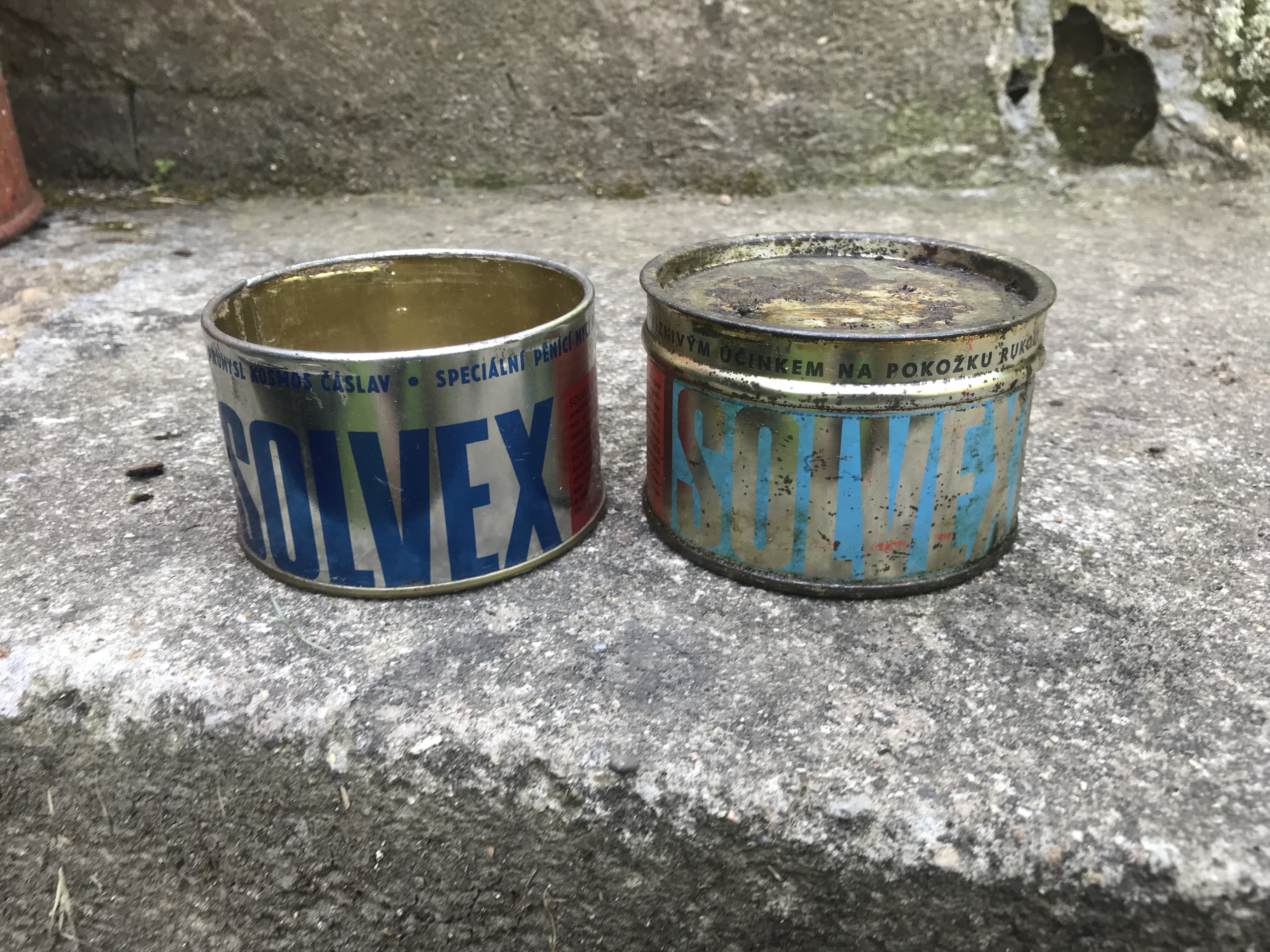
Plechovky od Solviny o obsahu 375g
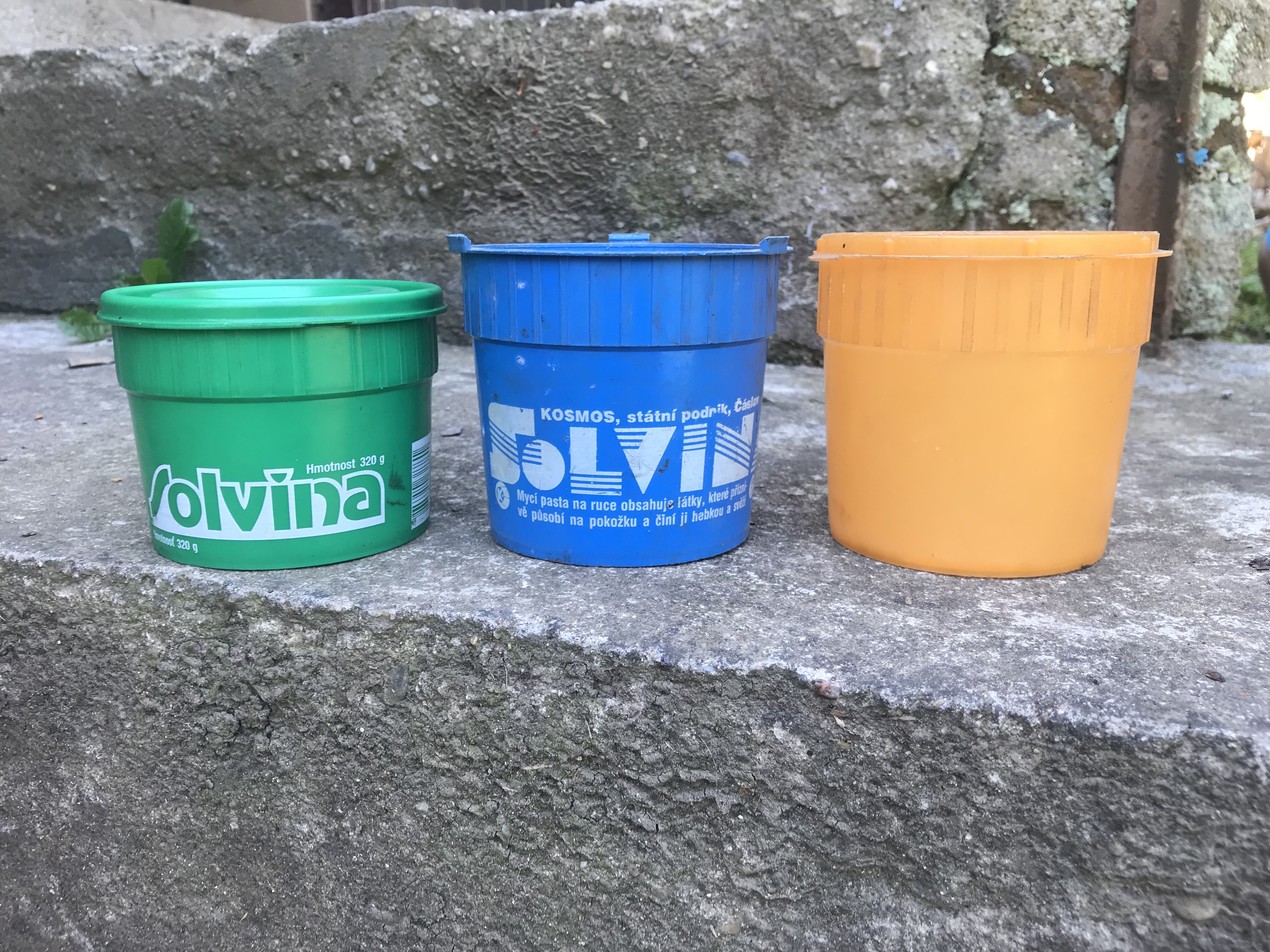
Starší krabičky od Solviny, zelená 320g, zbylé 450g
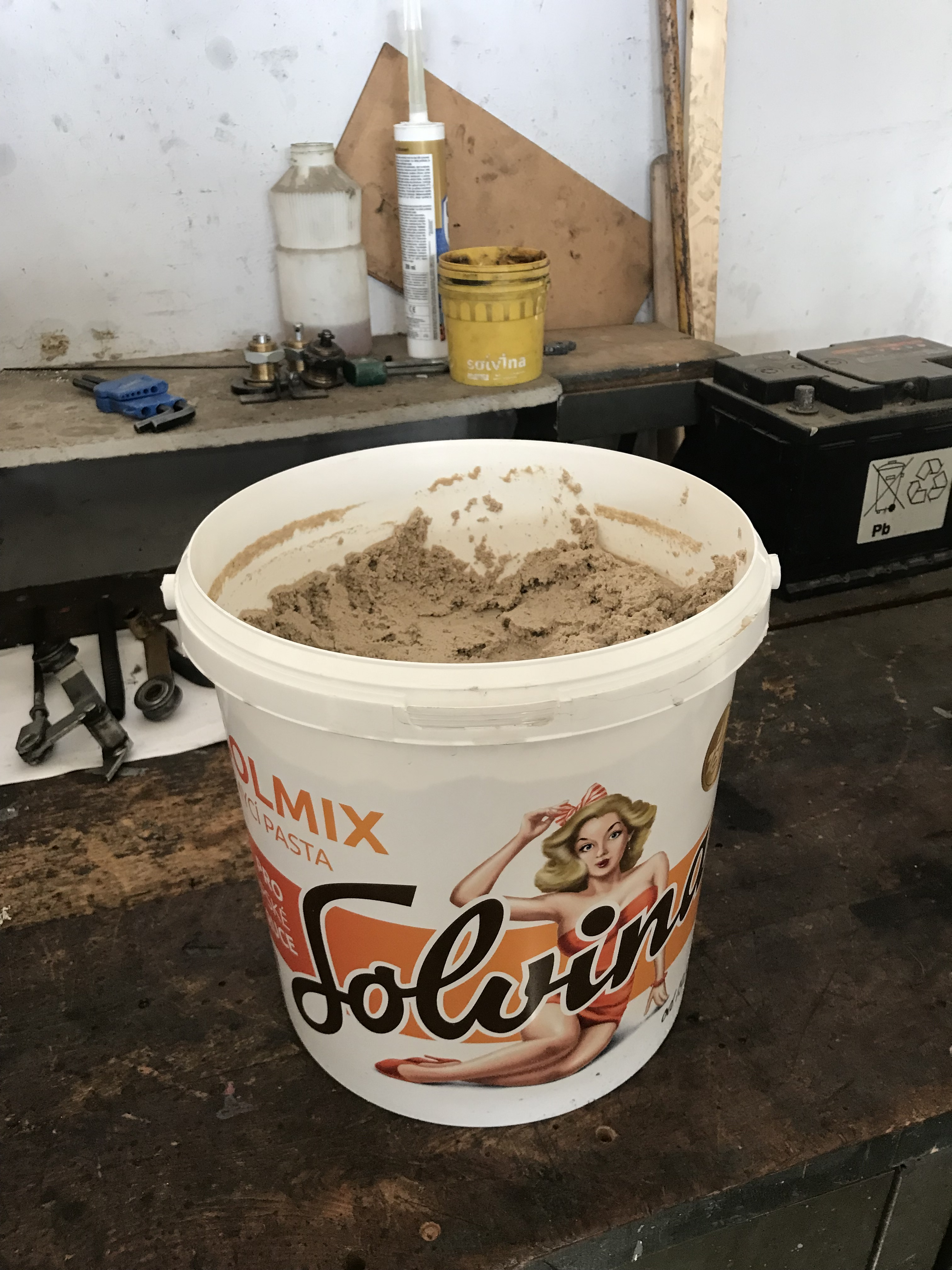
Balení o 10kg, v pozadí starší žlutá krabička
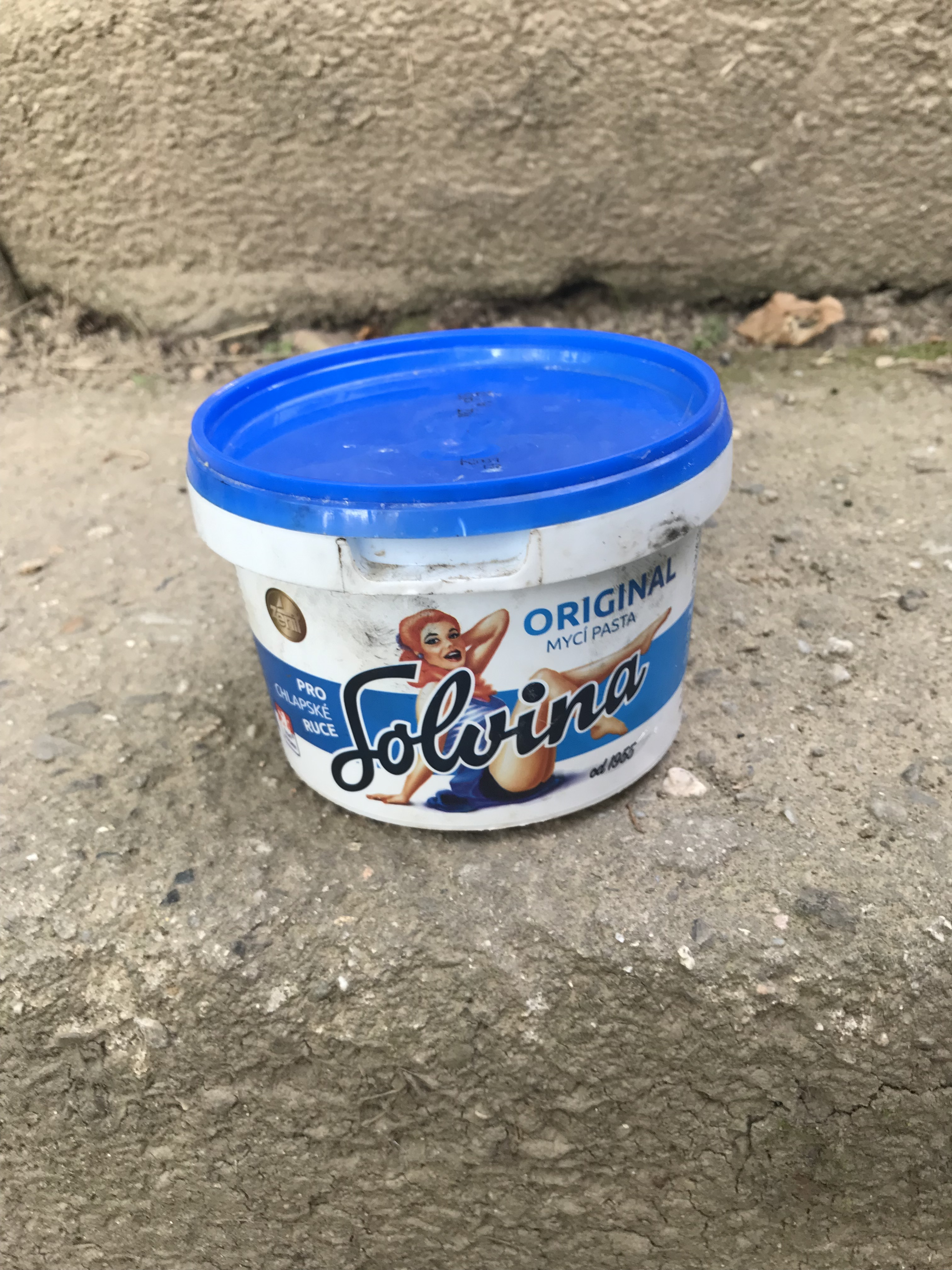
Novější balení o 450g
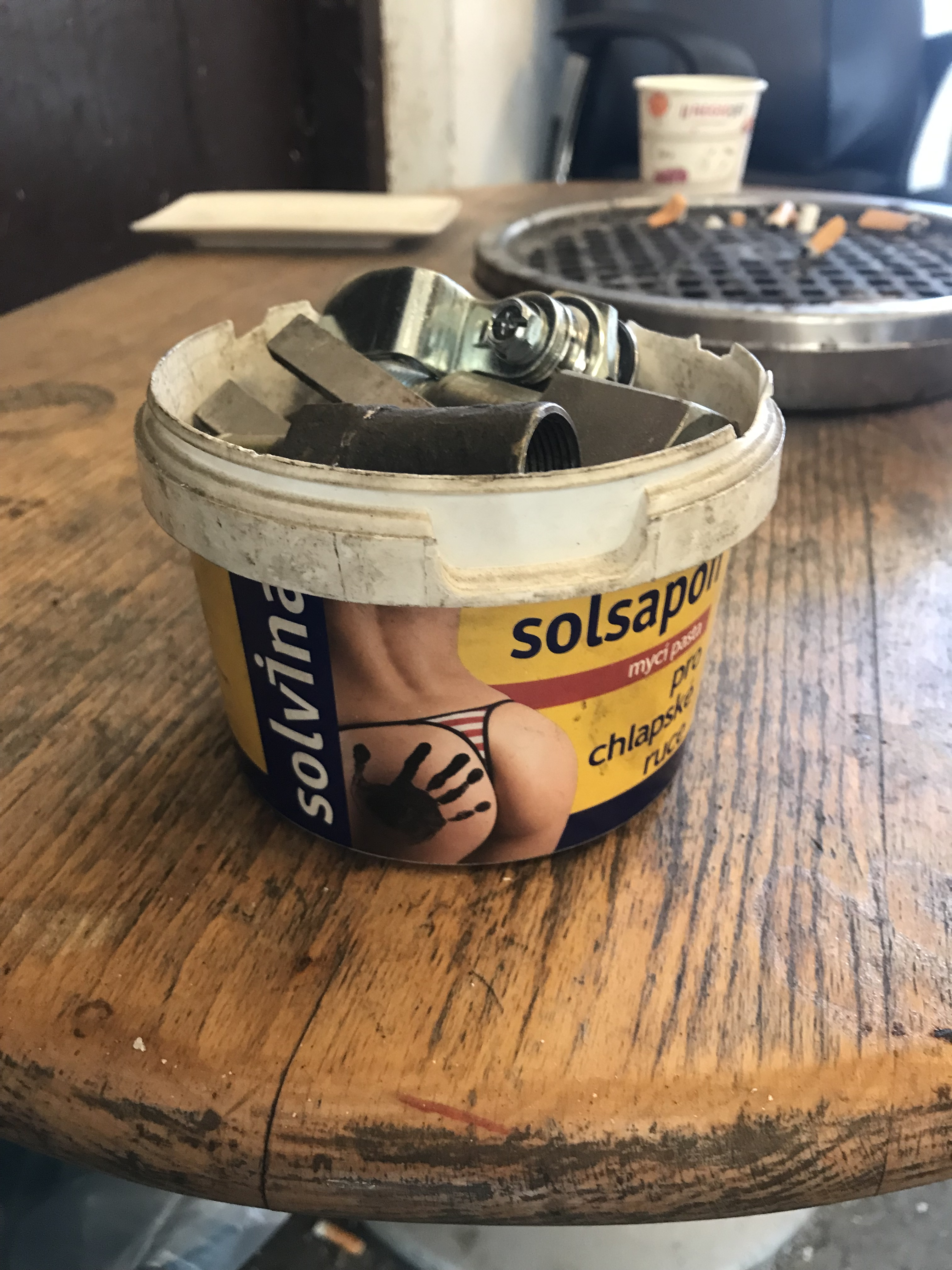
Krabičky najdou různé využití
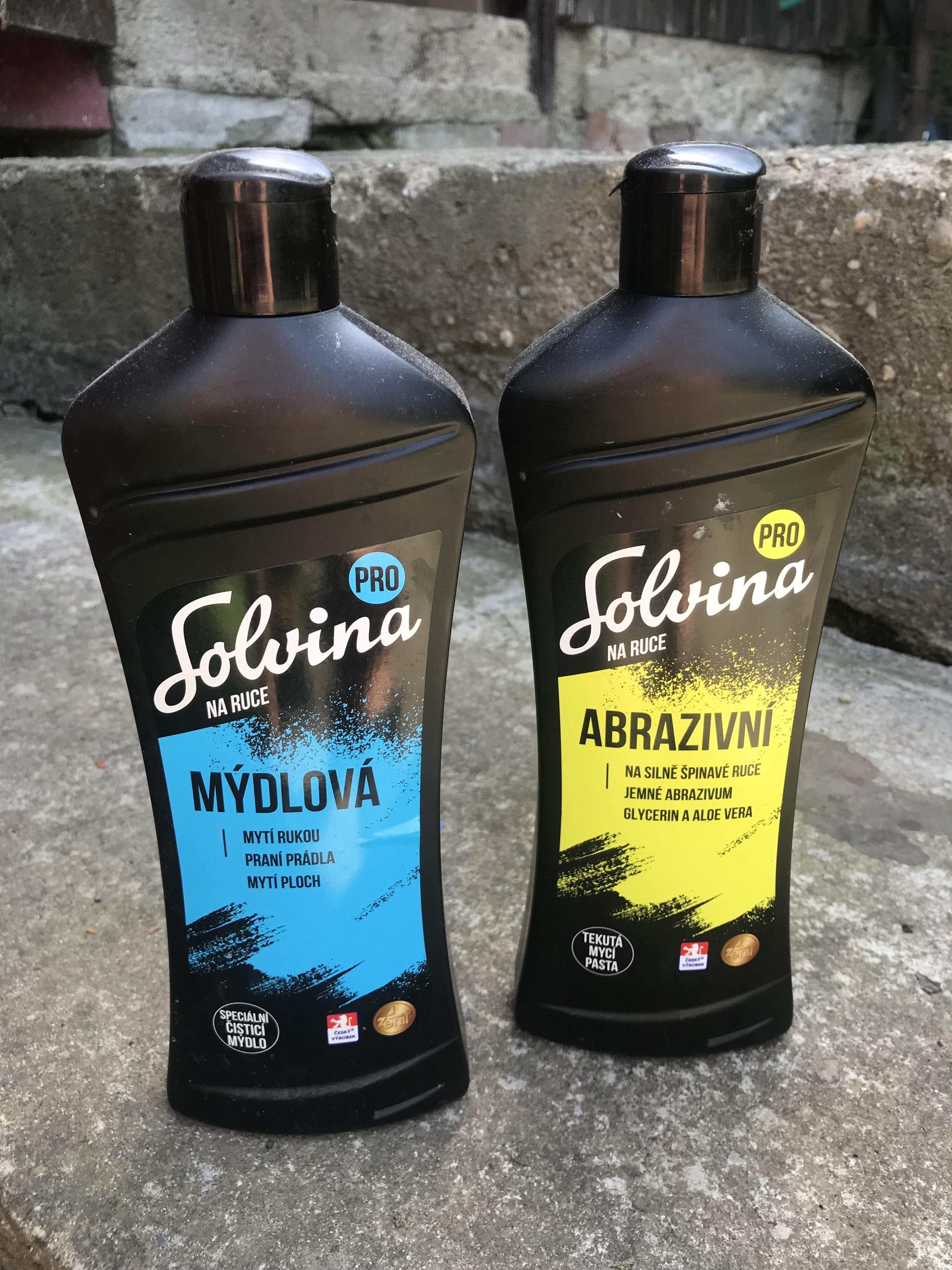
Tekutá abrazivní a mýdlová Solvina